# Првенство Енглеске у рагбију 2015/16.
Првенство Енглеске у рагбију 2015/16. (службени назив: 2015–16 Aviva Premiership) је било 29. издање енглеског Премијершипа, највишег ранга рагби јунион такмичења у Енглеској. Такмичење је кренуло касније него уобичајено због осмог мундијала.
Из лиге је испао Лондон ајриш, а титулу су освојили Сараценси пошто су у финалу победили Ексетер. Сараценс је тако постао други клуб ком је пошло за руком да одбрани титулу првака Енглеске. Пре Сараценса ово је успео Лестер. Такође Сараценси су објединили две круне ове сезоне пошто су освојили и титулу првака Европе. Пре њих ово су успели Воспси.

## Учесници
|    | Тим                | Стадион                          | Тренер         | Капитен              |
| -- | ------------------ | -------------------------------- | -------------- | -------------------- |
| 1  | Бат                | Рекрејшон Граунд (Бат), (13 516) | Мајк Форд      | Стјуарт Хупер        |
| 2  | Ексетер Чифс       | Сенди Парк (12 300)              | Роб Бакстер    | Џек Јиндли           |
| 3  | Глостер            | Стадион Кингсхолм (16 121)       | Дејвид Хумфрис | Били Твелветрис      |
| 4  | Харлеквинс         | Твикенам Стоп (14 816)           | Конор О'Шеј    | Дени Кер             |
| 5  | Лестер тајгерси    | Стадион Велфорд Роуд (25 800)    | Ричард Кокерил | Ед Слетер            |
| 6  | Лондон Ајриш       | Стадион Мадејски (24 161)        | Том Ковентри   | Џорџ Скивингтон      |
| 7  | Вустер вориорс     | Стадион Сиксвејс (12 024)        | Дин Рајан      | Герет Јан ван Вејлце |
| 8  | Њукасл Фалконс     | Кингстон Парк (10 200)           | Џон Велс       | Вил Велч             |
| 9  | Нортхемптон Сеинтс | Френклин'с Гарденс (15 500)      | Џим Малиндер   | Ли Диксон            |
| 10 | Сејл шаркс         | Стадион Салфорд Сити (12 000)    | Стив Дајмонд   | Денијел Бред         |
| 11 | Сараценс           | Алијанц Парк (10 000)            | Марк Мекол     | Бред Барит           |
| 12 | Воспс              | Рико арена (32 609)              | Деј Јанг       | Џејмс Хаскел         |

## Табела
Напомене:
1. Место у купу шампиона обезбедили су Воспс, Ексетер, Сараценс, Лестер, Сејл и Нортхемптон, а Глостер је ишао у квалификације.
2. У европски челинџ куп отишли су Њукасл, Вустер, Бат, Харлеквинс и Глостер.
3. У другу лигу испао је Лондон ајриш.
|    | Тим          | ИГ | Д  | Н | И  | ПД  | ПП  | ПР   | ББ | Б  |  |
| -- | ------------ | -- | -- | - | -- | --- | --- | ---- | -- | -- |  |
| 1  | Сараценс     | 22 | 17 | 1 | 4  | 580 | 376 | +204 | 10 | 80 |  |
| 2  | Ексетер      | 22 | 15 | 0 | 7  | 585 | 361 | +224 | 14 | 74 |  |
| 3  | Тајгерси     | 22 | 15 | 0 | 7  | 598 | 397 | +201 | 12 | 72 |  |
| 4  | Лестер       | 22 | 14 | 0 | 8  | 509 | 475 | +34  | 9  | 65 |  |
| 5  | Нортхемптон  | 22 | 12 | 0 | 10 | 455 | 392 | +63  | 12 | 60 |  |
| 6  | Сејл         | 22 | 11 | 2 | 9  | 456 | 459 | -3   | 10 | 58 |  |
| 7  | Харлеквинс   | 22 | 10 | 1 | 11 | 547 | 583 | -36  | 13 | 55 |  |
| 8  | Глостер      | 22 | 10 | 1 | 11 | 429 | 423 | +6   | 7  | 49 |  |
| 9  | Бат          | 22 | 9  | 0 | 13 | 435 | 460 | -25  | 12 | 48 |  |
| 10 | Вустер       | 22 | 7  | 0 | 15 | 420 | 597 | -177 | 7  | 35 |  |
| 11 | Њукасл       | 22 | 5  | 1 | 16 | 357 | 556 | -199 | 5  | 27 |  |
| 12 | Лондон Ајриш | 22 | 4  | 0 | 18 | 328 | 620 | -292 | 4  | 20 |  |

## Утакмица у САД
Утакмица 16. кола Лондон ајриш - Сараценс је одиграна у Њу Џерзију. Меч је одигран на стадиону "Ред бул арена" пред 14 811 гледалаца.

## Плеј оф
Полуфинале
Сараценс - Лестер 44-17
Ексетер - Воспс 34-23
Финале
Сараценс - Ексетер 28-20
| Сараценс | 28 – 20 | Ексетер |
| -------- | ------- | ------- |
|          |         |         |

| Шампион Енглеске у рагбију 2016. |
| -------------------------------- |
| Сараценс 3. титула               |

## Индивидуална статистика
Највише поена
- Герет Стинсон 258, Ексетер
- Џими Гуперт 185, Воспс
- Дени Сипријани 182, Сејл
- Стивен Милер 173, Нортхемтпон
- Чарли Хоџсон 154, Сараценс
- Ник Еванс 153, Харлеквинс
- Том Хикхот 143, Вустер
- Бен Ботика 129, Харлеквинс
- Овен Фарел 122, Сараценс
- Џејмс Хук 118, Глостер

Највише есеја
- Томас Валдром 13, Ексетер
- Семеса Рокодогуни 12, Бат
- Кристијан Вејд 12, Воспс
- Крис Ештон 11, Сараценс
- Чарли Вокер 10, Харлеквинс
- Френк Халаи 9, Воспс
- Нили Лату 9, Њукасл
- Џејмс Шорт 9, Ексетер
- Телуса Вини 9, Лестер
- Тим Висер 9, Харлеквинс
- Купер Вуна 9, Вустер

## Посећеност утакмица
Подаци се односе само на утакмице које су тимови играли као домаћини.
- Лестер тајгерси 21 770
- Харлеквинси 19 307
- Сараценси 17 914
- Нортхемптон сеинтси 15 474
- Воспси 15 051
- Глостер 13 885
- Бат 13 231
- Лондон ајриш 11 833
- Ексетер чифси 11 159
- Вустер вориорси 9 042
- Њукасл фалконси 6 472
- Сејл шаркс 6 152